# RS-711
Pour les articles homonymes, voir Route 711.

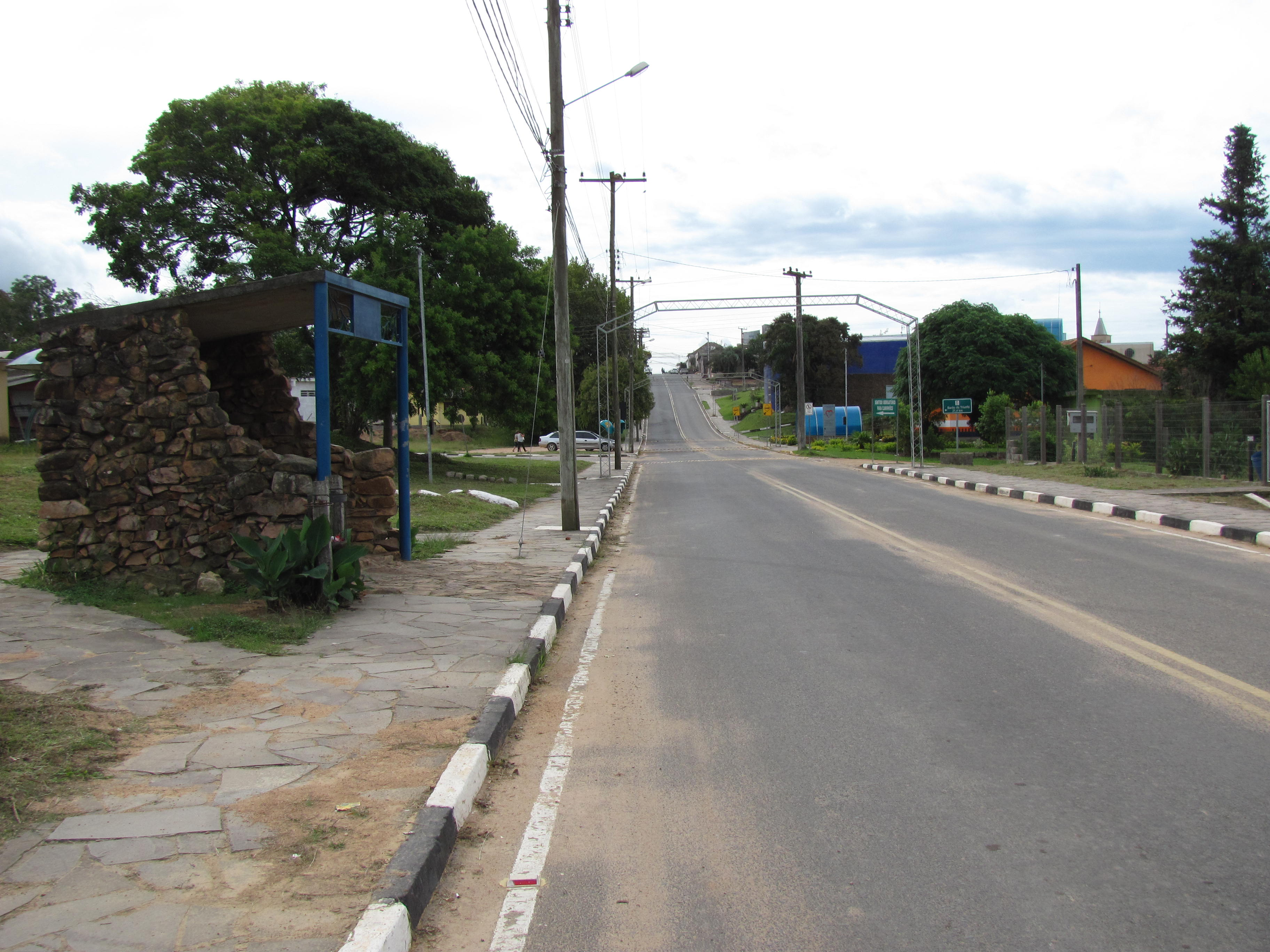
Image de la route RS-711 au Brésil

La RS-711 est une route locale de la mésorégion métropolitaine de Porto Alegre, dans l'État du Rio Grande do Sul, qui relie la municipalité de Mariana Pimentel à la BR-116. Elle est longue de 18 km et dessert les communes de Mariana Pimentel et Barra do Ribeiro.